# Benjamin Leduc
 (octobre 2018).
Si vous disposez d'ouvrages ou d'articles de référence ou si vous connaissez des sites web de qualité traitant du thème abordé ici, merci de compléter l'article en donnant les références utiles à sa vérifiabilité et en les liant à la section « Notes et références ».
Benjamin Leduc est un scénariste de bande dessinée et auteur de livres pour la jeunesse français.

## Biographie
Il se lance dans la bande dessinée en autodidacte et publie ses premières histoires dans Lanfeust Mag en 2003. Son premier livre jeunesse parait aux éditions Delphi en 2007 et sa première bande dessinée chez Clair de Lune la même année.

## Publications

### Bandes dessinées
Benjamin Leduc est scénariste de toutes ces bandes dessinées.

#### Dans des revues
- Lanfeust Mag no 57, 64, 70, 85, 94, 95
- Psikopat no 179
- Bedeka no 4 et 6

#### Albums
- Les Militaires, avec Shloki, Clair de Lune, coll. « Espiègle » :

1. , Arrête ton char !, 2007
2. , En avant… marche !, 2008
3. , ça boum?, 2009

- Le vrai pouvoir des femmes avec Jean-Christophe Pol, Clair de Lune:

1. Les Secrétaires, 2008

- Bienvenue aux J.O', avec Jordi Planellas, Clair de Lune, coll. « Espiègle » :

1. Beijing, 2008

- Les écolos', avec Cabellic, Clair de Lune, coll. « In extenso », 2008
- Jo-Bo', avec A. Dan, Éditions Joker, coll. « Horizon » :

1. Le Cratère de Rongo, 2008

- Vol au-dessus d'un nid d'écologistes, avec Cabellic, Clair de Lune, 2009
- Bimbos, avec Jordi Planellas, Clair de Lune, coll. « Espiègle », 2009
- Les 3 gendarmettes, avec JCPOL, Clair de Lune, 2011
- L'épreuve elfiques, avec Smilton, Clair de Lune, 2011
- Les Damnés, avec Danilo Guida, sandawe.com, 2015

1. Néora, 2015
2. Les émissaires, 2017

### Livres jeunesse
- Hugo - Le mystère de la forêt Noire, Illustrations de J.L Dress, Delphi, 2007
- L'histoire étonnante de Gloutonne, la poubelle délicate, illustrations de Cabaroc, Delphi, 2009
- Doudou poussin joue au pompier, Illustrations de Laurent Richard, de La Martinière Jeunesse, avril 2013
- Doudou poussin joue au vétérinaire, Illustrations de Laurent Richard, de La Martinière Jeunesse, avril 2013
- Doudou poussin joue à l'astronaute, Illustrations de Laurent Richard, de La Martinière Jeunesse, septembre 2013
- Mon doudou poussin, Illustrations de Laurent Richard, de La Martinière Jeunesse, septembre 2013
- Doudou poussin joue au chef de chantier, Illustrations de Laurent Richard, de La Martinière Jeunesse, avril 2014
- Eliott et le secret des épinards, Illustrations de Julien Flamand, PEMF, 2015
- Kinou a perdu sa tétine, Illustrations de Mayflower, Langue au chat, 2016
- Kinou aime sa maman, Illustrations de Mayflower, Langue au chat, 2016
- Kinou va à la crèche, Illustrations de Mayflower, Langue au chat, 2016
- Kinou ne veut pas dormir, Illustrations de Mayflower, Langue au chat, 2016
- Le nouveau chauffeur de bus, Illustrations d'Estelle Rattier, Chours, 2016
- Chifoumi, Illustrations de Laurent Richard, Locus Solus, 2016
- 123 Soleil !, Illustrations de Laurent Richard, Locus Solus, 2016
- Tarak, l'enfant Cro-Magnon, Illustrations de Jopa, Milathea, 2016
- Les Grimoires du temps - Le chevalier de Castel-Roussi, Lansdalls, 2020
- Lucie Simes et le miroir brisé, LOOM, 2022

### Presse
- Hand Action no 74, 75, 77, 78, 79, 80
- Black Mamba no 7, 8
- M. Green no 4